# Ai Ueda
Ai Ueda (jap. 上田 藍, Ueda Ai; * 26. Oktober 1983 in Kyōto, Präfektur Kyōto) ist eine japanische Duathletin und Triathletin. Sie ist dreifache Olympiastarterin (2008, 2012, 2016), Duathlon-Weltmeisterin (2013) und zweifache Vizeweltmeisterin Duathlon (2018, 2021).

## Werdegang
Die Eltern und der Bruder von Ai Ueda sind Kimono-Künstler – sie selbst übersiedelte 2002 gleich nach ihrem Schul-Abschluss nach Chiba, um sich ganz dem Triathlon zu widmen. Ai Ueda startet seit 2003 als Profi-Triathletin. 2005 wurde sie Asienmeisterin Triathlon in der Altersklasse U23.

### Olympische Sommerspiele 2008
Sie vertrat Japan 2008 bei den Olympischen Spielen in Peking und belegte den 17. Rang.

### Olympische Sommerspiele 2012
Vier Jahre später startete sie auch 2012 bei den Olympischen Sommerspielen in London, wo sie den 39. Rang belegte.
2013 wurde sie in Kolumbien Duathlon-Weltmeisterin auf der Kurzdistanz (10 km Laufen, 40 km Radfahren und 5 km Laufen). Sie wurde auch Staatsmeisterin Triathlon und konnte diesen Erfolg im Oktober 2015 wiederholen. 2014 wurde sie Nationale Meisterin auf der Duathlon-Kurzdistanz. 2015 wurde sie Asienmeisterin Triathlon und im April 2016 konnte sie diesen Erfolg wiederholen.

### Olympische Sommerspiele 2016
Ai Ueda konnte sich 2016 zum dritten Mal für einen Startplatz bei den Olympischen Sommerspielen qualifizieren. Sie ging am 20. August in Rio de Janeiro an den Start, wo sie für Japan den 39. Rang belegte.

Im September belegte sie mit ihrem fünften Rang im letzten Rennen der Saison den dritten Rang in der Jahreswertung der Weltmeisterschaft auf der Triathlon-Kurzdistanz.
2017 belegte sie in der Weltmeisterschaftsrennserie der ITU den 15. Rang.
Im Juli 2018 wurde Ai Ueda ITU Vizeweltmeisterin Duathlon. Im Rahmen der Weltmeisterschafts-Rennserie 2018 belegte sie als drittbeste Japanerin den 29. Rang.
Im Oktober 2018 wurde Ueda für zwei Jahre ins Athletenkomitee der ITU gewählt. Im Oktober 2021 wurde die 37-Jährige nach 2013 und 2015 zum dritten Mal japanische Meisterin Triathlon.

### Langdistanz seit 2022
Beim Ironman Texas startete die 38-Jährige im April 2022 erstmals auf der Triathlon-Langdistanz (3,86 km Schwimmen, 180,2 km Radfahren und 42,195 km Laufen) und belegte den vierten Rang. Im Oktober gewann sie auf der Mitteldistanz die dritte Austragung des Ironman 70.3 Waco.

## Sportliche Erfolge
| Datum/Jahr    | Rang | Wettbewerb                                    | Austragungsort | Zeit     | Bemerkung |
| ------------- | ---- | --------------------------------------------- | -------------- | -------- | --- |
| 23. Okt. 2021 | 1    | JPN Triathlon National Championships          | Miyazaki       | 02:04:35 | |
| 21. Aug. 2020 | 2    | ITU Triathlon World Cup                       | Karlsbad       | 02:07:20 | |
| 21. Aug. 2021 | LAP  | ITU World Championship Series 2021            | Edmonton       | –        | Grand Final |
| 24. Apr. 2021 | 3    | Asia Triathlon Championships                  | Hatsukaichi    | 02:10:37 | |
| 3. Nov. 2019  | 1    | ITU Triathlon World Cup                       | Lima           | 00:59:12 | |
| 26. Okt. 2019 | 1    | ITU Triathlon World Cup                       | Miyazaki       | 01:59:32 | |
| 15. Juni 2019 | 1    | ITU Triathlon World Cup                       | Nur-Sultan     | 01:56:38 | |
| 10. Feb. 2019 | 1    | ITU Triathlon World Cup                       | Kapstadt       | 00:57:23 | |
| 27. Okt. 2018 | 1    | ITU Triathlon World Cup                       | Tongyeong      | 00:59:39 | |
| 25. Aug. 2018 | 14   | ITU World Championship Series 2018            | Montreal       | 02:03:32 | |
| 8. Apr. 2017  | 8    | ITU World Championship Series 2017            | Gold Coast     | 00:58:31 | |
| 3. März 2017  | 5    | ITU World Championship Series 2017            | Abu Dhabi      | 02:04:52 | erstes Rennen der WM-Serie 2017                                                                                |
| 11. Feb. 2017 | 3    | ITU Triathlon World Cup                       | Kapstadt       | 01:00:04 | |
| 29. Okt. 2016 | 1    | ITU Triathlon World Cup                       | Miyazaki       | 02:01:02 | |
| 22. Okt. 2016 | 2    | ITU Triathlon World Cup                       | Tongyeong      | 00:59:54 | |
| 18. Sep. 2016 | 5    | ITU World Championship Series 2016            | Cozumel        | 01:59:39 | mit dem schnellsten Laufsprit beim „Grand Final“ – dritter Rang in der Weltmeisterschaft Triathlon Kurzdistanz |
| 20. Aug. 2016 | 39   | Olympische Sommerspiele 2016                  | Rio de Janeiro | 02:03:37 | |
| 16. Juli 2016 | 7    | ITU World Championship Series 2016            | Hamburg        | 00:58:02 | |
| 14. Mai 2016  | 3    | ITU World Championship Series 2016            | Yokohama       | 01:57:25 | |
| 29. Apr. 2016 | 1    | ASTC Triathlon Asian Championships            | Hatsukaichi    | 02:04:04 | Asienmeisterin Triathlon                                                                                       |
| 11. Okt. 2015 | 1    | JPN Triathlon National Championships          | Daiba          | 01:59:43 | |
| 4. Okt. 2015  | 1    | ITU Triathlon World Cup                       | Cozumel        | 00:59:09 | |
| 11. Juni 2015 | 1    | ASTC Triathlon Asian Championships            | New Taipei     | 02:09:23 | Asienmeisterin Triathlon                                                                                       |
| 11. Apr. 2015 | 19   | ITU World Championship Series 2015            | Gold Coast     | 02:00:45 | |
| 29. März 2015 | 11   | ITU World Championship Series 2015            | Auckland       | 02:13:21 | |
| 26. Okt. 2014 | 2    | JPN Triathlon National Championships          | Tokyo          | 01:59:15 | |
| 25. Sep. 2014 | 1    | Asian Games                                   | Incheon        | 02:01:47 | Siegerin neben Yuichi Hosoda (Titelverteidiger) bei den Männern                                                |
| 17. Mai 2014  | 2    | ITU World Championship Series 2014            | Yokohama       | 01:59:14 | [ 4 ] |
| 9. Juni 2013  | 1    | Ironman 70.3 Tokoname                         | Tokoname       |          | |
| 1. Jan. 2013  | 1    | JPN Triathlon National Championships          | Japan          | 01:59:25 | |
| 4. Aug. 2012  | 39   | Olympische Sommerspiele 2012                  | London         |          | |
| 18. Apr. 2010 | 2    | ITU Triathlon World Cup                       | Monterrey      |          | Zweite hinter der Kanadierin Paula Findlay                                                                     |
| 30. Mai 2009  | 10   | ITU World Championship Series 2009            | Madrid         |          | |
| 18. Aug. 2008 | 17   | Olympische Sommerspiele 2008                  | Peking         | 02:02:19 | 1,5 km Schwimmen, 40 km Radfahren und 10 km Laufen                                                             |
| 3. Juli 2005  | 1    | ASTC Triathlon Asian Championships            | Singapur       | 02:09:15 | Asienmeisterin Triathlon U23                                                                                   |
| 20. Juni 2004 | 2    | ITU Triathlon Asian Cup                       | Amakusa-Inseln | 02:05:46 | Zweite hinter Megumi Shigaki                                                                                   |
| 6. Dez. 2003  | 13   | ITU Triathlon World Championship U23          | Queenstown     | 02:17:49 | Triathlon-Weltmeisterschaft U23                                                                                |
| 9. Nov. 2002  | 33   | ITU Triathlon World Championship Junior Women | Cancún         | 01:06:48 | Junioren-Weltmeisterschaft                                                                                     |

| Datum/Jahr    | Rang | Wettbewerb                                      | Austragungsort | Zeit     | Bemerkung                                       |
| ------------- | ---- | ----------------------------------------------- | -------------- | -------- | ----------------------------------------------- |
| 22. Sep. 2024 | 29   | Ironman World Championships                     | Nizza          | 10:16:25 | hinter der Siegerin Laura Philipp               |
| 16. Juni 2024 | 7    | Ironman Cairns                                  | Cairns         | 09:06:50 |                                                 |
| 7. Mai 2023   | 9    | ITU Long Distance Triathlon World Championships | Ibiza          | 06:15:41 | Weltmeisterschaft auf der Triathlon-Langdistanz |
| 16. Okt. 2022 | 1    | Ironman 70.3 Waco                               | Waco           |          | [ 5 ]                                           |
| 23. Apr. 2022 | 4    | Ironman Texas                                   | The Woodlands  |          |                                                 |

| Datum/Jahr    | Rang | Wettbewerb                          | Austragungsort | Zeit     | Bemerkung                                                                |
| ------------- | ---- | ----------------------------------- | -------------- | -------- | ------------------------------------------------------------------------ |
| 29. Apr. 2023 | 3    | ITU Duathlon World Championships    | Ibiza          |          | 5 km Laufen, 20 km Radfahren und 2,5 km Laufen                           |
| 10. Juni 2022 | 3    | ITU Duathlon World Championships    | Târgu Mureș    | 01:54:35 |                                                                          |
| 6. Nov. 2021  | 2    | ITU Duathlon World Championships    | Aviles         | 02:00:30 | ITU Vizeweltmeisterin Duathlon                                           |
| 6. Juli 2018  | 2    | ITU Duathlon World Championships    | Fyn            | 01:49:38 | ITU Vizeweltmeisterin Duathlon; hinter der Österreicherin Sandrina Illes |
| 9. Nov. 2014  | 1    | JPN Duathlon National Championships | Fukushima      | 02:15:53 |                                                                          |
| 27. Juli 2013 | 1    | ITU Duathlon World Championships    | Cali           | 01:57:59 | ITU Duathlon-Weltmeisterin (Kurzstrecke)                                 |

(DNF – Did Not Finish; LAP – Überrundet)